# 피더 (밴드)
피더(Feeder)는 영국 웨일스 뉴포트 출신 록 밴드이다. 그랜트 니컬러스, 타카 히로세, 존 리의 멤버로 1992년에 결성되었으며, 2002년 존 리가 사망한 후에 마크 리처드슨이 드러머로 합류하여 활동하고 있다.

## 멤버
- 그랜트 니컬러스(Grant Nicholas) - 리드 보컬, 기타
- 타카 히로세(Taka Hirose) - 베이스
- 마크 리처드슨(Mark Richardson) - 드럼(2002년 ~ 현재)

### 이전 멤버
- 존 리(Jon Lee) - 드럼(1992년 ~ 2002년, 자살)

## 음반 목록

### 정규 음반
- 《Polythene》(1997년)
- 《Yesterday Went Too Soon》(1999년)
- 《Echo Park》(2001년)
- 《Comfort in Sound》(2002년)
- 《Pushing the Senses》(2005년)
- 《Silent Cry》(2008년)
- 《Renegade》(2010년)